# حوزه انتخابیه هشتم نیوجرسی
حوزه انتخابیه هشتم نیوجرسی یک حوزه انتخابیه مجلس نمایندگان آمریکا است که در ایالت نیوجرسی قرار دارد.